# Polskie Radio Program I
Polskie Radio Program I (Jedynka, Radiowa Jedynka, Program Pierwszy Polskiego Radia, Program 1,  Warszawa I, Rozgłośnia warszawska, oficjalny skrót PR1) – ogólnopolska, całodobowa, publiczna polska stacja radiowa, będąca częścią spółki akcyjnej Polskie Radio. Regularną emisję programu rozpoczęła 18 kwietnia 1926 roku.

## Charakterystyka
Radiowa Jedynka nadaje program o charakterze uniwersalnym, adresowany do szerokiego grona słuchaczy, wyróżniający się dużą ilością informacji, które przygotowuje m.in. Redakcja Aktualności PR 1. Program nadawany jest na falach długich w systemie modulacji amplitudy na częstotliwości 225 kHz z Radiowego Centrum Nadawczego w Solcu Kujawskim i na falach UKF z nadajników na terenie całej Polski, cyfrowo, a także za pośrednictwem Internetu, HbbTV oraz satelitarnie w systemie cyfrowym bez kodowania (emisja FTA). Rozgłośni można słuchać przy użyciu łącza telefonicznego – numer (22) 645 91 00.
Łączny zasięg odbioru PR1 w paśmie UKF (stan na lipiec 2012) obejmuje 92,33% ludności kraju oraz 90,19% powierzchni Polski. Dopełnieniem jest emisja na falach długich.
Głosami Radiowej Jedynki są Maciej Gudowski (dżingle oraz czołówki audycji), Dorota Kopka (wokal w głównych dzinglach), Agnieszka Kunikowska (dżingle „Reklama”, „Autopromocja” oraz „Ogłoszenie Społeczne”) oraz Zbigniew Moskal (zapowiedzi programowe).

## Historia

### Okres międzywojenny
Stacja nadawcza Polskiego Radia w Warszawie rozpoczęła oficjalną emisję 18 kwietnia 1926, o godz. 17:00. Była to niedziela. Pierwszy raz w eter popłynęły słowa dziennikarki Janiny Sztompkówny: „Halo, halo, Polskie Radio Warszawa, fala 480”. Otwarcia dokonał ówczesny premier i minister spraw zagranicznych dr Aleksander Skrzyński. Obecni byli także Władysław Grabski i Władysław Raczkiewicz. Podczas uroczystości przemawiali także prezes zarządu PR inż. Tadeusz Sułowski oraz dyrektor PR dr Zygmunt Chamiec. Z powodu braku własnej stacji nadawczej, Polskie Radio nadawało audycje przy pomocy nadajnika fabrycznego PTR. Datę tę uznano za oficjalny początek polskiej radiofonii.
2 stycznia 1927 Program I Polskiego Radia rozpoczął nadawanie audycji z własnego nadajnika na fali o długości 1115 m (269 kHz). Zbudowany został na Forcie Mokotowskim przy ul. Racławickiej 99. Zastosowany typ to: QD8 o mocy 10 kW, seryjny produkt firmy Marconi Wireless Co.Ltd. Na owe czasy stacja należała (pod względem mocy) do europejskiej czołówki, nie ustępowała takim stacjom jak Rzym, Wiedeń czy Berlin. Antena o długości 130 m rozpięta była na masztach o wysokości 75 m. Wzniesienie fortu o 10 m ponad poziom terenu dawało efektywną wysokość 85 m, co pozwalało na odbiór detektorowy w odległości 90 km.
W 1928 roku Program I rozpoczął codzienną transmisję hejnału z Wieży Mariackiej, chociaż rozgłośnia krakowska emitowała go już od sierpnia 1927 roku.
Na początku 1929 Polskie Radio zdecydowało się na budowę nadajnika wielkiej mocy. Zaciągnięto w tym celu długoterminową pożyczkę w Wielkiej Brytanii w wysokości 10 milionów złotych (termin spłaty ostatniej raty przypadał na rok 1942). Równocześnie zamówiono w firmie Marconi Wireless Co.Ltd. aparaturę nadawczą o mocy 120 kW. Pozostałe urządzenia wchodzące w skład wyposażenia stacji miały być pochodzenia krajowego. Jako miejsce lokalizacji wybrano Raszyn, gdzie Polskie Radio wykupiło przy szosie Warszawa-Grójec teren o powierzchni 15,5 ha. Radiostację wzniesiono poza terenem miasta, by silny sygnał nie zakłócał mieszkańcom stolicy odbioru zagranicznych stacji na odbiornikach lampowych. W tym samym roku rozgłośnia warszawska przeniosła się do nowej siedziby przy ulicy Zielnej 25.
24 maja 1931 nastąpiło uroczyste otwarcie nowej stacji Warszawa I. Pracowała ona na fali o długości 1339 m (224 kHz). Była najsilniejszą stacją nadawczą w Europie. Detektorowy zasięg „Raszyna” wynosił do 300 km, a na aparatach lampowych słyszalny był nawet z odległości 4000 km. Antena o długości 280 m zawieszona była na dwóch masztach stalowych o wysokości 200 m każdy. Było to najwyższe umieszczenie anteny radiofonicznej na świecie. Każdy z masztów ważył 90 ton, a podtrzymujące go liny odciągowe – 30 ton.
Więcej informacji: RTCN Raszyn.
W tym czasie rozpoczęto produkcję odbiornika detektorowego „Detefon”. Konstruktorem był inż. Wilhelm Rotkiewicz. Urządzenie to (z uwagi na stosunkowo niską cenę i prostotę konstrukcji) sprawiło, że liczba abonentów – słuchaczy ogólnopolskiego Programu I, jak również regionalnych rozgłośni Polskiego Radia w II RP – z każdym rokiem rosła.
W maju 1935 roku na antenie Warszawy I przeprowadzono transmisje z uroczystości pogrzebowych marszałka Józefa Piłsudskiego. Trwały łącznie 15 godzin i 16 minut (w tym najkrótsza 4 godziny 30 minut). Transmisje nadawane były na żywo przy udziale 11 sprawozdawców, 44 techników, za pośrednictwem 34 mikrofonów i 51 linii telefonicznych. Był to rekord światowy. Dla porównania – transmisje z pogrzebu króla Belgów, Alberta I w lutym 1934 trwały w sumie 6 godzin. W tym samym roku spółka akcyjna „Polskie Radio” została wykupiona przez Skarb Państwa, co w praktyce oznaczało jej upaństwowienie.
5 maja 1939 roku Program I transmitował słynne exposé ówczesnego ministra spraw zagranicznych – Józefa Becka. Wydarzenie to wzbudziło ogromne zainteresowanie na świecie i w związku z tym Polskie Radio stanęło przed koniecznością sprostania zamówieniom wielu radiofonii zagranicznych. Bezpośrednio z Sejmu przemówienie transmitowały trzy koncerny amerykańskie: NBC, CBS i MBS – na 500 stacji, za pośrednictwem kabla oraz – na wszelki wypadek – także przez krótkofalówki. Transmisję przemówienia oraz tłumaczeń na obce języki przejęło wiele radiofonii europejskich: Wielka Brytania, Francja, Belgia, Szwecja, Estonia, Norwegia, Jugosławia, Szwajcaria, Dania, Finlandia, Litwa i Węgry. Niemcy nie transmitowały bezpośrednio, lecz przejęły niemieckie tłumaczenie.
6 września 1939 roku, w związku z wybuchem II wojny światowej, radiostacja w Raszynie została wysadzona, aby uniemożliwić Niemcom korzystanie z niej – ogólnokrajowy Program I zamilkł. Warto wspomnieć, że przedwojenne plany rozbudowy sieci nadawczej zakładały zwiększenie mocy nadawania Warszawy I do 600 kW.
Przykładowe ramówki:
- Program ze środy, 7 stycznia 1931 r. (Źródło: „Dzień Dobry! – Dziennik ilustrowany” nr 4/7.01.1931)

```
11:58 Sygnał czasu, hejnał z Krakowa
12:10 Muzyka z płyt gramofonowych (do 13:25)
15:50 Radjokronika – wygł. dr. M. Stępowski
16:15 Kwadrans dla najmłodszych. Obrazek pióra H. Choynowskiej p. t. „Migdałowy król”. Program dla dzieci starszych: listy od dzieci omówi p. W. Tatarkiewicz
16:45 Muzyka z płyt gramofonowych
17:15 Odczyt z Katowic
17:45 Koncert popularny ork. P. R.
19:10 Skrzynka pocztowa roln.
19:25 Muzyka z płyt gramofonowych
20:00 „Testament Starego Tygrysa” red. C. Jellenta
20:30 Muzyka lekka, wyk: Ork. P. R., I. Łosiówna (piła) i M. Fogg (baryton)
21:10 „Powrót do kraju” – fragm. z pow. St. Strumph-Wojtkiewicza p. t. „Dramat w ojczyźnie”
21:25 Dalszy ciąg koncertu
22:00 Felieton p. t. „Europa pod lodem” wygł. prof. W. Goetel
22:15 Płyty gramofonowe
23:00 Muzyka taneczna ork. braci Sienkiewiczów
```

- Program z niedzieli, 24 maja 1931r. (Źródło: „Kurjer Warszawski – wydanie poranne” nr. 140/23.05.1931)

```
10:00 Transmisja nabożeństwa z placu alarmowego korpusu kadetów Nr. 1 we Lwowie
11:58 Sygnał czasu i hejnał
12:15 Poranek symfoniczny z Filharmonji warszawskiej
14:00 Pogadanka dla gospodyń wiejskich
14:20 Muzyka
14:30 Odczyty rolnicze
16:10 „Bitwa pod Ostrołęką” – wygł. dr. Marjan Kukiel
16:30 Muzyka gramofonowa
16:40 „W skamieniałym lesie pod Warną” – wygł. dr. Kazimierz Simm
16:55 Muzyka gramofonowa
17:15 „Wiadomości przyjemne i pożyteczne”
17:40 Koncert popularny
19:25 P. Marja Znatowicz-Szczepańska wygł. felieton p. t. „Amerykańskie dziecko”
19:40 Program na poniedziałek
19:45 Odczytanie komunikatu „Z przed stu lat”
19:50 Muzyka gramofonowa
20:00 Słuchowisko „Wycieczka na Bielany” napisał Jerzy Nel, oprac. muzyczne St. Nawrot
20:30 Koncert wieczorny, wykonawcy: Orkiestra P. R. pod dyr. Józefa Ozimińskiego, Olga Didur (sopr.) i Adam Didur (bas)
21:20 Kwadrans literacki: Nowela Piotra Chojnowskiego p. t. „Wyznanie”
21:40 Dalszy ciąg koncertu
22:00 p. Ferdynand Goetel wygł. felieton p. t. „Mój pierwszy dzień w Indjach”
22:15 Recital na klawesynie p. Margerity Trombini-Karuzo
23:00 Muzyka lekka i taneczna (Transmisja ze Lwowa)
```

- Program z poniedziałku, 25 maja 1931r. (Źródło: „Kurjer Warszawski” nr. 141/24.05.1931)

```
Warszawa – fala 1411,8 m
10:30 Transmisja obchodu setnej rocznicy bitwy pod Ostrołęką. Msza polowa, przemówienie i odsłonienie pomnika
12:30 Poranek muzyczny z Filharmonji warszawskiej
14:00 Odczyty rolnicze
15:40 Program dla dzieci
16:10 „Mickiewicz i Rosjanki” – wygł. prof. Adam Czartkowski
16:30 Muzyka gramofonowa
16:40 „Wypoczynek poza miastem, jako czynnik zdrowotny” – wygł. płk. Stefan Rudzki
16:55 Muzyka gramofonowa
17:15 „W mieście 1001 nocy” – wygł. prof. Bogdan Richter
17:30 Inż. Eugeniusz Porębski wygł. felieton p. t. „Zmienione oblicze ziemi”
17:45 Koncert popularny. Wykonawcy: Orkiestra reprezentacyjna policji państw. m. st. Warszawy
19:25 P. Stanisław Knauff wygł. felieton p. t. „W ruinach Chocimia”
19:40 Program na wtorek
19:45 Odczytanie komunikatu „Z przed stu lat”
19:50 Muzyka gramofonowa
20:00 Odczyt muzyczny p. t. „Taniec XX wieku, jako czynnik kultury współczesnej” – wygł. dr. Stefanja Łobaczewska
20:15 Dyrektor Wiktor Hulewicz wygłosi felieton p. t. „Majorka – wyspa błękitno-złota” (Transmisja z Wilna)
20:30 Transmisja z teatru Nowości operetki Abrahama p. t. „Wiktorja i jej huzar”
23:30 Muzyka taneczna z płyt gramofonowych
```

Program z niedzieli, 2 października 1938r. (Źródło: „Kurjer Warszawski – wydanie poranne” nr. 269/1.10.1938)
```
Warszawa I – Raszyn
7:15 Pieśń „Bogurodzica”
7:20 Orkiestra reprezentacyjna policji państwowej pod dyr. kpt. Wincentego Janiszewskiego
8:15 Audycja dla wsi
9:15 Regionalna transmisja z Zaleszczyk (przez Lwów)
ok. 9:30 Nabożeństwo z kościoła parafialnego w Zaleszczykach. Kazanie wygł. ks. Mieczysław Węglewicz
11:45 Nasz program muzyczny w sezonie jesienno-zimowym – omówi Edmund Rudnicki, kierownik wydziału muzycznego P. R.
11:57 Sygnał czasu i hejnał z Krakowa
12:03 Koncert symfoniczny w wyk. krakowskiej orkiestry symfonicznej pod dyr. Bronisława Wolfstafa – transm. z sali „Starego Teatru” w Krakowie
13:00 Przegląd kulturalny
13:10 Muzyka obiadowa w wyk. rozgłośni poznańskiej
14:10 Transmisja z kongresu dziecka
14:40 Audycja dla dzieci
15:00 Audycja dla wsi
15:55 Słuchowisko z życia H. Sienkiewicza
16:35 Utwory fortepianowe w wykonaniu Aleksandra Orachockiego (z Katowic)
17:00 Transmisja z Kielc – uroczystości otwarcia Sanktuarium Marszałka Piłsudskiego i odsłonięcie pomnika Czynu Legionów
17:30 Przemówienie min. W. R. i O. P. prof. Wojciecha Świętosławskiego do młodzieży akademickiej
17:40 
Podwieczorek przy mikrofonie
 – transmisja z sali hotelu „Bristol”
W przerwie ok. godz. 18:20 Chwila biura studiów
19:15 „Henryk Sienkiewicz”, szkic literacki Zofii Kossak (z Krakowa)
19:30 Przemówienie min. Juliusza Urlycha na zebraniu Związku Legionistów i Peowiaków w Kielcach
20:00 „Damy i huzary”, opera komiczna w 3-ch aktach Łucjana Kamieńskiego, wg komedii Aleksandra Fredry (prapremiera). Transmisja z Teatru Wielkiego w Poznaniu, z okazji „Tygodnia Muzyki Polskiej w Poznaniu”
```

- Program z wtorku, 4 października 1938r. (Źródło: „Kurjer Warszawski – wydanie poranne” nr. 271/3.10.1938)

```
Warszawa I – Raszyn
6:30 Pieśń poranna
6:35 i 7:15 Płyty
7:45 Gimnastyka
8:00 i 11:00 Audycje dla szkół
11:15 Płyty
11:57 Sygnał czasu i hejnał
12:03 Audycja południowa
15:00 Powieść dla młodzieży
15:15 Skrzynka ogólna
15:30 Muzyka obiadowa w wyk. orkiestry rozgł. poznańskiej
16:00 Wiadomości gospodarcze
16:15 Przegląd aktualności finansowo-gospodarczych
16:25 Koncert solistów: Krystyna Madeyska i Władysław Wochniak – skrzypce
W przerwie ok. 16:50 Pogadanka p. t. „Palestyna w oczach przyrodnika”
17:30 Z pieśnią po kraju
18:00 Audycja dla wsi
18:30 Audycja dla robotników
19:00 Muzyka taneczna w wyk. małej orkiestry P. R.
19:40 Koncert rozrywkowy (Lustiges Allerlei) (zdjęcia dźwiękowe) z Berlina
21:00 Koncert symfoniczny w wyk. orkiestry m. Poznania poddyr. Zygmunta Latoszewskiego. Transm. z Tygodnia Muzyki Polskiej w Poznaniu
22:00 Istota czystej sztuki ludowej – odczyt ze Lwowa
23:05 Wiadomości z Polski (w j. obcych)
```

### Po 1945 roku
Więcej w artykule: Polskie Radio, w sekcji Okres powojenny.
W lutym 1945 roku po pięcioletniej przerwie w Warszawie przy ulicy Targowej otwarto filię Polskiego Radia. W programie usłyszeć można było przede wszystkim Skrzynkę Poszukiwania Rodzin. Wanda Tatarkiewicz-Małkowska zainicjowała nadawanie audycji dla dzieci, a 19 lutego recitalem Władysława Szpilmana rozpoczęto codzienne nadawanie koncertów. Z pierwszej powojennej siedziby przy ulicy Targowej w sierpniu 1945 roku Polskie Radio przeniosło się w Aleje Ujazdowskie. 19 sierpnia 1945 roku odbudowano warszawską rozgłośnię centralną w Raszynie. W tym samym czasie Polskie Radio stało przed trudnym zadaniem radiofonizacji ziem zachodnich oraz odbudową zniszczonej infrastruktury – od podstaw. Poza warszawską – uruchomiono siedem rozgłośni regionalnych. W 1949 roku Raszyn rozbudowano o nowy nadajnik pracujący z mocą 200 kW, wkrótce zwiększoną do 500 kW. Uroczystość uruchomienia wyremontowanej stacji odbyła się 24 lipca. Wraz z oddaniem do użytku siedziby przy ul. Myśliwieckiej – rozpoczęto eksploatację magnetofonów. Ich wprowadzenie zrewolucjonizowało ofertę programową i ułatwiło cenzurowanie programu. Odtąd niemalże 90% audycji nadawano z nagrań.

### Lata 50. XX wieku
Lata 50. to dalszy rozwój techniczny oraz merytoryczny. Na antenie Programu I pojawiły się legendarne już pozycje: „Muzyka i Aktualności” od 18 września 1950, „Kronika sportowa” od listopada 1954, magazyn informacyjny „Z kraju i ze świata” od 1955, czy słuchowisko „Matysiakowie” od 1956.
W 1958 roku powrócił nadawany od 1936 roku, satyryczny program „Podwieczorek przy mikrofonie” (do 1989r.). Na początku dekady pojawiła się również audycja „Fala 49", która była symbolem stalinizmu w Polsce. Prowadzili ją Stefan Martyka oraz Wanda Odolska z „Trybuny Ludu”. Po zapowiedzi „Tu Fala 49, tu Fala 49", która przerywała audycje muzyczne, na antenie odczytywane były oficjalne komunikaty polityczne. Audycja została zlikwidowana po bestialskim zamordowaniu Stefana Martyki przez tzw. „żołnierzy wyklętych”.

### Lata 60. XX wieku
W 1960 na antenie zadebiutował serial „W Jezioranach”. W latach 1965–1973 pojawiało się Młodzieżowe Studio „Rytm”. Jego twórcy – kompozytor Andrzej Korzyński i dziennikarz Witold Pograniczny, udostępnili antenę Programu Pierwszego oraz studio nagraniowe Polskiego Radia muzykom młodej generacji, grającym bardzo popularny od początku lat 60. bigbit. Od 1966 Studio Rytm przygotowywało audycje do bloku „Popołudnie z młodością”, które emitowano codziennie na antenie radiowej Jedynki. Był to dwugodzinny blok słowno-muzyczny, który prowadzili Małgorzata Gerlicz i Piotr Kaczkowski. Tematyka młodzieżowa: praca, nauka i obyczaje. Forma: reportaże, rozmowy, dyskusje, audycje muzyczne, lista przebojów. Prowadzący prostym językiem zwracali się wprost do słuchacza. „Popołudnie” odniosło sukces. Pogawędki prowadzących nie były improwizowane, a audycji nie transmitowano na żywo. Autor wydania pisał je rano, natomiast prowadzący nagrywali je w studiu w południe. Całość była swobodna i dowcipna. W tych audycjach debiutowali młodzi ludzie, późniejsi dziennikarze radiowi. Oba bloki popularność zyskały nie tylko dlatego, że prezentowały muzykę do tej pory nieobecną na antenach Polskiego Radia, lecz także z powodu luźnego sposobu prowadzenia, odmiennego od sztywnych spikerskich zapowiedzi, jakie wówczas dominowały. Od początku 1966 roku zaczęto nadawać programy nocne, w których dominowały muzyka oraz serwisy informacyjne.

### Lata 70. XX wieku
Od 1973 roku Warszawa I nadaje swój program przez całą dobę. 22 lipca 1974 emisję programu z „Raszyna” przejęła Warszawska Radiostacja Centralna w Gąbinie. Jej oficjalne otwarcie nastąpiło 30 lipca 1974. Pracowała na falach długich o częstotliwości 227 kHz do 1 lutego 1988 roku. Później na częstotliwości 225 kHz. Zaletą radiostacji była możliwość bezpośredniego odbioru z klasycznego radioodbiornika (AM) Programu Pierwszego z Warszawy przez rodaków w Kazachstanie, pracowników polskich firm pracujących w Iraku, Iranie, prawie całej Europie i nawet Ameryce Północnej. Wszystko za sprawą masztu o wysokości 646,38 metra, jak również nadajników o mocy 1000 kW każdy. Maszt, którego konstruktorem był inż. Jan Polak, stanowił najwyższą budowlę na świecie.
Więcej w: Maszt radiowy w Konstantynowie.
Lata 70. to przede wszystkim rozwój audycji prowadzonych „na żywo”. Przykładami tej koncepcji są Lato z radiem (audycja zaistniała na antenie 1 lipca 1971; w 1973 program zagościł na stałe), „Sygnały dnia” (od 1 marca 1973) oraz „Cztery pory roku” (od 2 stycznia 1978) – prowadzone przez takie osobowości, jak: Andrzej Matul, Tadeusz Sznuk, czy Sławomir Szof. Nie sposób pominąć również programu „Radiokurier” nadawanego od 1971 do 11 grudnia 1981 roku w godzinach od 17:30 do 18:00. Audycja prowadzona była m.in. przez Andrzeja Turskiego, Sławomira Zielińskiego oraz Grażynę Dobroń. Na lata 70. przypada również tzw. „dekada Gierka”. Jednym z symboli rzeczonej propagandy sukcesu była (uruchomiona wiosną 1978) audycja „Tu Jedynka”. W dwugodzinnym bloku programowym nadawano materiały gloryfikujące triumfy socjalistycznej ojczyzny oraz zohydzające przeżarte patologiami społeczeństwa Zachodu. Magnesem, który miał przyciągać (zwłaszcza młodych) słuchaczy, była niedostępna na innych antenach anglosaska muzyka rozrywkowa. „Tu Jedynka” zapisała się w świadomości społecznej jako narzędzie indoktrynacji podobne do „Trybuny Ludu”, w której, jak głosił dowcip z tamtych lat, prawdziwa była jedynie data. Audycja została zdjęta z anteny po strajkach w sierpniu 1980 roku.

### Lata 80. XX wieku
Początek dekady wiąże się z wprowadzeniem stanu wojennego w Polsce (13 grudnia 1981 roku). Radiowa Jedynka była jedyną rozgłośnią (w porównaniu np. do Programu II, czy Programu III), która nie przerwała emisji programu. Z anteny zdjęto, bądź tymczasowo zawieszono wiele programów, np. Sygnały dnia, które na antenę Jedynki wróciły dopiero 1 lipca 1983 roku, ze zmienioną nazwą – „Poranne sygnały”. 2 kwietnia 1982 roku pojawiła się „Radiowa lista przebojów Programu I. Była to kontynuacja obecnej kilka miesięcy wcześniej „Listy Przebojów Studia Gama”, którą prowadzili na zmianę Bogdan Fabiański oraz Marek Niedźwiecki. Program ten wkrótce został przekształcony w „Radiową piosenkę tygodnia”. 23 maja 1982 roku w bloku „Muzyczne Studio Młodych” zadebiutował jeden z najbardziej cenionych dziennikarzy muzycznych w historii Polskiego Radia – Tomasz Beksiński. Tam właśnie, u boku Bogdana Fabiańskiego, stawiał pierwsze kroki jako profesjonalny radiowiec. Prezentował nowości płytowe w „Muzycznym Studiu Młodych”, a następnie jego kontynuacji, „Magazynie Muzycznym Rytm”. Z Fabiańskim, a czasami z Witoldem Pogranicznym, współprowadził audycję „Muzyka Nocą”. Sporadycznie prezentował nowe piosenki także w „Lecie z Radiem”. W lipcu 1983 roku rozpoczął autorską audycję pt. „Na rockową nutę”, którą prowadził do końca października 1990 roku. W sierpniu 1983 roku dyrektorem oraz redaktorem naczelnym programu został Andrzej Turski. W 1987 roku do zespołu dołączył Wiesław Molak, którego charakterystyczny, ciepły głos pokochały rzesze radiosłuchaczy.

### Lata 90. XX wieku
Koniec lat 80. wiązał się ze zmianami politycznymi w Polsce. W związku z tym w Polskim Radio, powstała Redakcja Programów Katolickich. Rozpoczęto nadawanie m.in. mszy świętej na falach długich. Taki zabieg sprawił, że Polacy zamieszkujący dawne kresy Rzeczypospolitej mogli wysłuchać, uczestniczyć w nabożeństwie, transmitowanym bezpośrednio z kraju. Poza tym ówczesny dyrektor stacji – Krzysztof Michalski – postanowił wykorzystać propagacyjne walory Radiofonicznego Centrum Nadawczego w Konstantynowie i w ramówce pojawiały się specjalne bloki oraz programy kierowane do Rodaków za wschodnią granicą. Zmiany objęły również inne audycje, np. „Poranne Sygnały” wróciły do pierwotnej nazwy „Sygnały dnia”.
8 sierpnia 1991 roku, o godz. 19:10 maszt Warszawskiej Radiostacji Centralnej runął w czasie prac konserwatorskich. Katastrofę, której efektem było czasowe zaprzestanie nadawania na falach długich Programu I Polskiego Radia, odbieranego dotychczas w odległych zakątkach Europy przez Polonię (a także na wielu obszarach Polski), usiłowano niekiedy wiązać z celowym dążeniem do ograniczenia informacji m.in. podczas mającego miejsce kilkanaście dni później puczu Janajewa w Moskwie (oraz rozpadem ZSRR) czy innych ważnych wydarzeń w ostatnich miesiącach (np. rozwiązanie RWPG i Układu Warszawskiego). Po katastrofie wznowiono nadawanie w radiostacji Raszyńskiej, która od 1978 nadawała Program II Polskiego Radia na częstotliwości 200 kHz, co związane było z zaniechaniem nadawania Programu II i nadawaniem tylko Programu I z częstotliwością 225 kHz i mocą 500 kW. Ponownie pojawiły się problemy z odbiorem Jedynki – Raszyn obejmował swym zasięgiem zdecydowanie mniejszy obszar kraju. W związku z tym zwalniano także częstotliwości radiowej Dwójki oraz Czwórki na UKF. Taki stan rzeczy doprowadził do tego, że oba programy dzieliły ze sobą czas antenowy i nadawały w okrojonym kształcie. W kwietniu 1992 powstały pierwsze rządowe plany odbudowy masztu z uwagi na jego znaczenie dla Polaków przebywających poza granicami kraju i we wrześniu 1995 zapadła decyzja o odbudowie masztu w Gąbinie. Odbudowa była możliwa w tym samym miejscu, jednak protesty okolicznych mieszkańców związane z obawami przed skutkami oddziaływania na nich pól elektromagnetycznych promieniowanych przez maszt udaremniły odbudowę. Wyrok Naczelnego Sądu Administracyjnego Ośrodka Zamiejscowego w Łodzi z 11 października 1996 r. uchylający decyzję wojewody płockiego o odbudowie masztu radiowego w Gąbinie ostatecznie przekreślił te plany. Nowa lokalizacja masztu została wyznaczona w Solcu Kujawskim na dawnym wojskowym poligonie bombowym. Miejsce to nie wzbudziło takich protestów okolicznej ludności jak odbudowa w Gąbinie. Pierwotnie planowano wzniesienie jednego wysokiego masztu, ostatecznie zdecydowano się na budowę szyku antenowego złożonego z dwóch masztów o wysokości 330 i 289 metrów, promieniującego niesymetrycznie, by zapewnić równomierne pokrycie kraju falą przyziemną wobec niecentralnego położenia radiostacji. Budowa zrealizowana została w latach 1998–1999 i otwarcie nastąpiło 4 września 1999 roku. Radiowe Centrum Nadawcze Solec Kujawski posiada nadajnik o mocy 1200 kW i nadaje na częstotliwości 225 kHz. Mimo powrotu Warszawy I na fale długie – nadawca nadal rozbudowywał sieć nadawczą UKF dla Programu 1.
Jedną z najbardziej cenionych audycji, które pojawiły się w tym czasie był „ZSYP” Marcina Wolskiego oraz Marka Ławrynowicza, czyli Zjednoczenie Satyryków Y Politykierów. Ten satyryczny program – nadawany był od listopada 1989 roku do 2009 – współtworzyli: Joanna Jeżewska, Lucyna Malec, Ewa Złotowska, Dorota Lanton, Andrzej Fedorowicz, Marek Frąckowiak, Stefan Friedmann, Stanisław Klawe, Jerzy Kryszak, Marek Majewski, Ryszard Makowski, Waldemar Ochnia, Sławomir Pacek oraz Andrzej Zaorski.
W 1995 roku wydana została pierwsza płyta z przebojami audycji „Lato z radiem”, której sprzedano ponad 100 tysięcy egzemplarzy i pod koniec wakacji otrzymała ona status złotej płyty. Od tej pory co roku wydawane są płyty z przebojami, zarówno najnowszymi, jak i tymi sprzed lat. W latach 1992–1994 odbyły się pierwsze imprezy koncertowe „Lata z radiem”. Początkowo były to skromne koncerty w godzinach trwania audycji, czyli między 9:00 rano a 12:00 w południe. W późniejszych latach zmieniono ich formułę.

### XXI wiek
W nocy z 30 maja na 31 maja 2007 roku, 5 minut po północy, została przeprowadzona Akcja Alokacja. Ze względu na słaby zasięg stacji na falach UKF zamieniono większość częstotliwości Radiowej Jedynki z częstotliwościami Dwójki i Radia Bis. Dzięki temu I Program jest słyszalny na falach ultrakrótkich niemal w całej Polsce. Operacja była pomysłem prezesa Krzysztofa Czabańskiego i miała na celu zwiększenie słuchalności. Stało się inaczej, po alokacji, mimo większego zasięgu, słuchalność zmniejszyła się.
22 września 2012 Radiowa Jedynka zyskała oprawę muzyczną, przygotowaną między innymi przez Leszka Możdżera. Hasło rozgłośni to: Muzyka i Aktualności. Tego samego dnia wraz z nową ramówką i oprawą muzyczną Hejnał Mariacki został skrócony z czterech do jednej zwrotki hejnału. Towarzystwo Miłośników Historii i Zabytków Krakowa w październiku zaprotestowało listem otwartym do przewodniczącego KRRiT Jana Dworaka w sprawie hejnału. 21 stycznia 2016 przywrócono nadawanie go w całości.

#### Akcja protestacyjna
1 stycznia 2016 o godz. 5:00, z inicjatywy dyrektora Kamila Dąbrowy, na antenie stacji rozpoczęto akcję protestacyjną. Polegała ona na emisji co godzinę naprzemiennie: „Mazurka Dąbrowskiego” i „Ody do radości” tuż przed Aktualnościami oraz nadawaniu tuż po północy, w miejsce hymnu państwowego, piosenki z repertuaru Kabaretu Starszych Panów pt. „Już czas na sen”. Powodem akcji był sprzeciw wobec nowelizacji ustawy medialnej o radiofonii i telewizji. Dyrektor Kamil Dąbrowa uzasadniał specyficzny charakter protestu chęcią zwrócenia uwagi słuchaczy oraz opinii publicznej na zagrożenie jakie niesie ze sobą nowelizacja dla pluralizmu i wolności słowa w mediach publicznych. Akcja została zakończona 8 stycznia 2016 o godz. 16:00. Tego samego dnia Kamil Dąbrowa został odwołany ze stanowiska przez nowy zarząd Polskiego Radia.

### Po 2016 roku
Wiosną 2016 roku Informacyjna Agencja Radiowa dokonała centralizacji – zaczęła przygotowywać serwisy informacyjne dla wszystkich rozgłośni Polskiego Radia. Zdaniem anonimowego dziennikarza IAR, cytowanego przez „Gazetę Wyborczą”, IAR stanął na straży tego, by „o rządzie mówić takim językiem, jakiego chce rząd”. Poza tym na antenę wróciły niektóre, kultowe już audycje i programy, np. „Koncert Życzeń”, „Kiermasz pod kogutkiem”. Ponadto w ramach audycji „Lato z radiem” pojawiły się serwisy informacyjne w językach obcych, przygotowywane przez dziennikarzy Polskiego Radia dla Zagranicy. Od 3 września 2016 roku o północy ponownie nadawana jest pełna, śpiewana wersja hymnu narodowego. W ramach jesiennej ramówki, która obowiązywała od 23 września pojawiły się nowości, np. „Tu jest muzyka”, „Muzyczny Wehikuł Czasu” (autorskie pasmo Dariusza Michalskiego), czy „Labirynt Historii” Jacka Raginisa-Królikiewicza. Zmiany personalne i programowe oraz przesunięcie publicystyki i informacji w kierunku prorządowym i konserwatywnym, jak również przerywanie audycji na rzecz transmisji przemówień prezesa PiS – Jarosława Kaczyńskiego – z tzw. „Miesięcznic smoleńskich”, a także wieców wyborczych innych polityków rzeczonej partii – spotkało się z ostrą krytyką znacznej części słuchaczy, czego odzwierciedleniem są rekordowo niskie wyniki słuchalności.
Według badania Radio Track (wykonane przez Millward Brown SMG/KRC) za okres marzec-maj 2022, wskaźnik udziału w rynku słuchalności Pierwszego Programu Polskiego Radia wyniósł 4,7 proc., co dało tej stacji 4. pozycję w Polsce (za RMF FM, Radiem Zet i Radiem Eska). Od marca do maja 2019 roku jej udział wyniósł 5,9 proc. W 2020 roku, w okresie od marca do maja – udział stacji ponownie zmalał i wyniósł 5,2 proc.
21 czerwca 2019 roku, o godz. 9:00 wprowadzono nową oprawę muzyczną stacji. Jej autorami są Sergiusz Łubiański oraz Michał Sęk. Na stanowisku lektora Macieja Gudowskiego zastąpił Mateusz Drozda. Wspomniane zmiany dotyczą przede wszystkim serwisów informacyjnych oraz wybranych audycji, np. „W samo południe”, „Muzyczna Jedynka”. Jednak 1 września 2019 roku o 00:00 zmodyfikowano oprawę, a w ramach jesiennej ramówki wprowadzone zostały nowe dżingle audycji, m.in. „Cztery Pory Roku”, „Jedynka Dzieciom” czy magazynu Polska i Świat, w tym samym czasie przywrócono głos Macieja Gudowskiego.
Od 22 sierpnia 2020 roku Program Pierwszy, wykorzystując propagacyjne właściwości nadajnika w Solcu Kujawskim – radiowa Jedynka swym zasięgiem obejmuje niemal całą Europę – rozpoczął nadawanie trzy razy dziennie (o 6:30, po godzinie 12:00 w ramach audycji „W samo południe” oraz po godzinie 22:00 w trakcie pasma „Polska i świat”) serwisów informacyjnych w j. białoruskim, przygotowywanych przez dziennikarzy Polskiego Radia dla Zagranicy, skierowanych do mieszkańców Białorusi w związku z trwającymi tam protestami.
Od 24 lutego 2022 roku Program Pierwszy, rozpoczął nadawanie dwa razy dziennie (po „Aktualnościach Jedynki” o godz. 10:00 i 17:00) serwisów informacyjnych w j. ukraińskim, przygotowanych przez dziennikarzy Sekcji Ukraińskiej Polskiego Radia dla Zagranicy, skierowanych do mieszkańców Ukrainy w związku z inwazją Rosji na Ukrainę. Dzięki emisji Programu Pierwszego na falach długich możliwy jest odbiór z terenów Ukrainy.
Od 2025 roku w Lecie z radiem nie są emitowane skróty informacji w językach obcych. 3 lipca tego samego roku wprowadzono nową oprawę muzyczną, autorstwa Łukasza "L.U.C." Rostkowskiego.

## Dyrektorzy (redaktorzy naczelni) stacji
| Imię i nazwisko                          | okres sprawowania stanowiska | okres sprawowania stanowiska |
| Imię i nazwisko                          | od                           | do                           |
| ---------------------------------------- | ---------------------------- | ---------------------------- |
| Stanisław Jędrzejewski                   | 18 września 2003             | 31 sierpnia 2005             |
| Rafał Jurkowlaniec                       | 1 listopada 2005             | 6 lipca 2006                 |
| Marcin Wolski                            | 21 lipca 2006                | 30 kwietnia 2007             |
| Jacek Sobala                             | 1 maja 2007                  | 28 listopada 2008            |
| Wincenty Pipka                           | 29 listopada 2008            | 21 października 2009         |
| Ryszard Hińcza                           | 22 października 2009         | 29 lipca 2011                |
| Kamil Dąbrowa                            | 24 października 2011         | 8 stycznia 2016              |
| Marzena Wyczółkowska jako p.o. dyrektora | 8 stycznia 2016              | 15 stycznia 2016             |
| Rafał Porzeziński                        | 15 stycznia 2016             | 9 stycznia 2018              |
| Michał Mońko                             | 9 stycznia 2018              | 20 lutego 2019               |
| Agnieszka Kamińska                       | 20 lutego 2019               | 8 stycznia 2020              |
| Marcin Kusy                              | 9 stycznia 2020 jako p.o.    | 2 września 2021              |
| Marcin Kusy                              | 2 września 2021              | luty 2024                    |
| Paulina Stolarek-Marat                   | luty 2024                    | nadal                        |

## Wybrane audycje i ich prowadzący

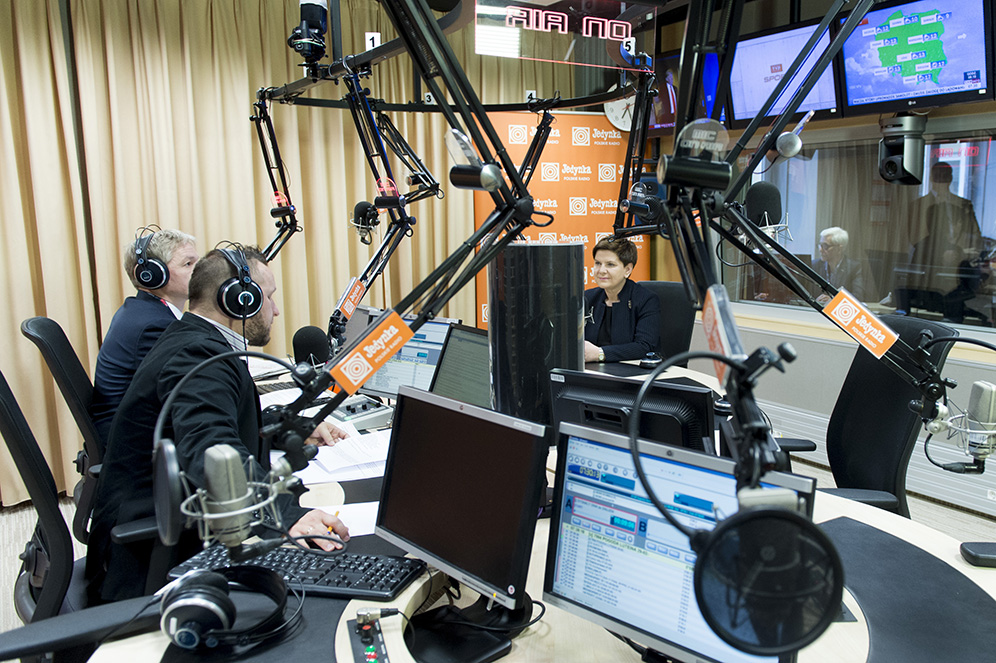
Studio PR1

- Muzyka nocą (poniedziałek, środa-piątek, niedziela) – Teresa Drozda, Sławomir Drygalski, Ewa Heine, Jędrzej Kodymowski, Kazimierz Kowalski, Małgorzata Kownacka, Zbigniew Krajewski, Andrzej Majewski, Wiesław Molak, Damian Sikorski, Maciej Szajkowski, Małgorzata Tułowiecka, Izabela Żukowska
- Noc z reportażem (wtorek) – Wiesław Molak
- Jedynka w drodze (sobota) – Jerzy Głuszyk, Korneliusz Pacuda, Kajetan Tłokowski, Patryk Wedliński
- Tak to bywało (poniedziałek, środa-czwartek) – Adam Rozlach (we wtorki, piątki i w niedziele – polska muzyka, bez prezentera).
- Tak to bywało (sobota) – Dariusz Michalski
- Myśli na dobry dzień – Elżbieta Nowak, Barbara Sułek-Kowalska
- Dzień dobry z Jedynką – Karolina Rożej, Daniel Wydrych
- Etnowieści – Patrycja Zisch, Piotr Dobosz
- Gimnastyka Poranna – Piotr Galus, Natalia Litwiniuk, Natalia Filipp
- Sygnały dnia – Karolina Rożej, Daniel Wydrych, Piotr Gociek, Krzysztof Grzesiowski, Henryk Szrubarz Katarzyna Hejke-Górska, Grzegorz Jankowski, Krzysztof Świątek
- Cztery pory roku, Lato z radiem – Roman Czejarek, Sława Bieńczycka, Grzegorz Frątczak, Marzena Kawa, Agnieszka Kunikowska, Joanna Racewicz, Karolina Rożej, Małgorzata Raducha, Daniel Wydrych
- W samo południe – Marzena Wyczółkowska, Krzysztof Grzesiowski, Jerzy Jachowicz (rozmowy z gośćmi), Magdalena Ogórek (rozmowy z gośćmi), Antoni Trzmiel (rozmowy z gośćmi),
- Muzyczna Jedynka – Maria Szabłowska, Paweł Sztompke, Zbigniew Krajewski, Marcin Kusy, Izabela Żukowska, Zbigniew Zegler, Anna Will, Ula Kaczyńska
- Express Jedynki – Karolina Rożej, Grzegorz Frątczak, Daniel Wydrych, Mateusz Drozda
- Więcej świata – Grzegorz Ślubowski, Krzysztof Renik, Michał Żakowski, Jarosław Kociszewski, Dariusz Rosiak, Paweł Lekki, Michał Strzałkowski, Piotr Pogorzelski
- Muzyczny Ekspres – Marcin Kusy, Izabela Żukowska, Zbigniew Zegler, Anna Will, Ula Kaczyńska
- Eureka – Dorota Truszczak, Katarzyna Kobylecka, Artur Wolski, Katarzyna Jankowska, Krzysztof Michalski
- Radio dzieciom – Agnieszka Kunikowska, Joanna Ficińska
- Historia Żywa – Dorota Truszczak, Andrzej Nowak,
- Kulturalna Jedynka – Magdalena Mikołajczuk, Martyna Podolska, Michał Montowski
- Tu jest muzyka – Zbigniew Zegler, Marcin Kusy, Paweł Sztompke, Anna Will, Dariusz Michalski
- Polska i świat – Krzysztof Grzesiowski, Karol Surówka, Michał Strzałkowski, Magdalena Skajewska
- Kronika sportowa – Andrzej Janisz, Henryk Urbaś, Cezary Gurjew, Sylwia Urban, Wojciech Łasicki, Rafał Bała
- Przebojem w wakacje – Marcin Kusy, Zbigniew Krajewski
- Jedyne takie miejsce – Roman Czejarek, Sława Bieńczycka
- Gdzie jest Pan Cogito – Małgorzata Raczyńska-Weinsberg
- Porozmawiajmy o słowach – Jerzy Bralczyk
- Muzyczny Wehikuł Czasu – Dariusz Michalski
- Muzyka przed świtem – Danuta Kryńska, Anna Will
- Familijna Jedynka – Magazyn Redakcji Programów Katolickich – Mariola Orłowska, Maciej Orłowski, Małgorzata Bartas-Witan, Marcin Witan, Jan Pniewski, Sylwia Sułkowska, Przemysław Goławski, ks. Andrzej Majewski
- Czas Pogody – Zbigniew Krajewski
- Piosenki na życzenie – Iga Niewiadomska
- W otwarte karty (dawniej Nieznani znani) – Małgorzata Raczyńska-Weinsberg
- Słowoteka – Agnieszka Kunikowska
- Zapomniane-przypomniane – Dariusz Michalski
- Przy muzyce o sporcie – Cezary Gurjew, Robert Skrzyński, Rafał Bała, Andrzej Janisz
- Radiogra – Ula Kaczyńska, Marcin Kusy
- Mój świat dźwięków – Marcin Kusy
- Ślady na piasku – Małgorzata Glabisz-Pniewska, Agnieszka Kozłowska-Łysko, Sylwia Sułkowska, Agnieszka Trzeciakiewicz
- Koncert Chopinowski – Adam Rozlach

## Aktualności
Serwis informacyjny Jedynki, Aktualności, nadawany jest o każdej pełnej godzinie. Skróty Aktualności emitowane są w połowie godziny w czasie „Sygnałów Dnia” i „Ekspresu Jedynki”. Po Aktualnościach emitowane są:
- prognoza pogody (co godzinę)
- prognoza pogody dla marynarzy i rybaków o 1:05 i 20:08,
- Etnowieści (5:15)[21]
- aktualności sportowe (6:05, 7:05 – od poniedziałku do soboty, 8:05, 10:05 (poniedziałek-piątek), 11:05 (sobota-niedziela), 16:05, 18:05, 20:05)
- aktualności kulturalne (12:40)[22]
- aktualności ekonomiczne (7:35)[23]
- Ekspres gospodarczy (16:34)[24]
- AgroFakty (5:30[21], 12:45[22])
- Aktualności Radia Watykańskiego (18:40)
- Radio Kierowców (co godzinę, 2 minuty przed pełną godziną, od 5:58 do 22:58)
- komunikaty o aktualnym stanie wód (od poniedziałku do soboty o 13:05)

## Lokalizacje analogowych stacji nadawczych
Opracowano na podst. materiału źródłowego:.
- Białystok/Krynice – 92,3 MHz
- Białogard/Sławoborze – 106,0 MHz
- Świdnica – 98,8 MHz
- Bieszczady/Góra Jawor – 90,7 MHz
- Bogatynia – 92,8 MHz
- Bydgoszcz/Trzeciewiec – 106,6 MHz
- Częstochowa/Wręczyca – 87,5 MHz
- Dęblin/Ryki – 105,1 MHz
- Dobromierz/SLR Dobromierz – 88,9 MHz
- Duszniki-Zdrój – 96,8 MHz
- Gdańsk/Chwaszczyno – 95,7 MHz
- Giżycko/Miłki – 97,1 MHz
- Gorlice 105,4 MHz
- Gorzów Wielkopolski/Komin EC – 89,3 MHz
- Grudziądz – 99,6 MHz
- Iława/Kisielice – 94,8 MHz
- Jelenia Góra/Śnieżne Kotły – 92,5 MHz
- Kalisz/Mikstat – 100,0 MHz
- Katowice/Kosztowy – 97,9 MHz
- Kędzierzyn-Koźle – 101,8 MHz
- Kielce/Święty Krzyż – 92,3 MHz
- Kłodzko/Czarna Góra – 97,6 MHz
- Konin/Żółwieniec – 87,7 MHz
- Koszalin/Gołogóra – 107,9 MHz
- Kraków/Chorągwica – 89,4 MHz
- Krynica-Zdrój/Góra Jaworzyna – 106,4 MHz
- Kutno – 101,6 MHz
- Lichwin – 91,1 MHz
- Leżajsk – 96,8 MHz
- Lębork/Skórowo – 100,5 MHz
- Lubaczów – 100,0 MHz
- Lubań/Nowa Karczma – 99,0 MHz
- Lublin/Piaski – 90,8 MHz
- Łódź/Komin EC-4 – 107,8 MHz
- Olsztyn/Pieczewo – 93,0 MHz
- Opoczno/Przysucha – 92,0 MHz
- Ostrołęka/Ławy – 106,7 MHz
- Piła/Rusinowo – 101,9 MHz
- Płock/Rachocin – 92,2 MHz
- Poznań/Śrem – 92,3 MHz
- Prudnik/Chrzelice – 88,3 MHz
- Przasnysz – 105,9 MHz
- Przemyśl/Tatarska Góra – 87,8 MHz
- Rabka-Zdrój/Luboń Wielki – 93,4 MHz
- Radom/Ul. Przytycka – 104,5 MHz
- Rzeszów/Sucha Góra – 88,0 MHz
- Siedlce/Tce – 88,3 MHz
- Słupsk – 104,3 MHz
- Solec Kujawski – 225 kHz; na tej częstotliwości (fale długie) Polskie Radio Program I jest dostępny na terenie Polski oraz w krajach sąsiadujących[26].
- Stalowa Wola – 98,3 MHz
- Suwałki/Krzemianucha – 105,5 MHz
- Szczawnica/Góra Przehyba – 88,0 MHz
- Szczecin/Kołowo – 100,3 MHz
- Świnoujście – 107,7 MHz
- Warszawa – 92,4 MHz[27]
- Warszawa/Raszyn – 102,4 MHz
- Wągrowiec – 101,3 MHz
- Wisła/Góra Skrzyczne – 91,5 MHz
- Wrocław/Góra Ślęża – 98,8 MHz
- Zakopane/Gubałówka – 92,8 MHz
- Zamość/Feliksówka – 105,7 MHz
- Zielona Góra/Jemiołów – 105,0 MHz
- Żagań/Wichów – 91,2 MHz

## Odbiór cyfrowy
Od 1 października 2013 roku rozgłośni można słuchać na radioodbiornikach naziemnej radiofonii cyfrowej DAB+.

## Historia logotypu
| Lata                    | Opis |  |
| ----------------------- | --- |  |
| 1994 – 31 stycznia 2005 | Trzy okrągłe, żółte koła, na nich napis POLSKIE RADIO, w prawym górnym rogu na kołach leży pochyła cyfra 1.                                     |  |
| 1 lutego 2005 – do dziś | Po lewej kwadrat z trzema pomarańczowymi kołami, a po prawej pomarańczowy prostokąt z dużym napisem „Jedynka”, a pod nim napis „POLSKIE RADIO”. |  |